# Móskarðshnúkar
Móskarðshnúkar är en bergstopp i republiken Island. Den ligger i regionen Höfuðborgarsvæði, 22 km nordost om huvudstaden Reykjavík. Toppen på Móskarðshnúkar är 800 meter över havet.
Runt Móskarðshnúkar är det ganska glesbefolkat, med 29 invånare per kvadratkilometer. Närmaste större samhälle är Mosfellsbær, omkring 13 kilometer sydväst om Móskarðshnúkar. Trakten runt Móskarðshnúkar består i huvudsak av gräsmarker.